# Epiplema inclarata
Epiplema inclarata är en fjärilsart som beskrevs av Walker 1866. Epiplema inclarata ingår i släktet Epiplema och familjen Uraniidae. Inga underarter finns listade i Catalogue of Life.